# Boshof (Südafrika)
Boshof ist eine Stadt in der südafrikanischen Provinz Freistaat. Sie ist Verwaltungssitz der Lokalgemeinde Tokologo im Distrikt Lejweleputswa.

## Geographie
Boshof hat 3858 Einwohner (Volkszählung 2011). Unmittelbar südöstlich liegt die Townshipsiedlung Seretse, das 2011 4651 Einwohner hatte. In Boshof wird vor allem Afrikaans gesprochen, in Seretse Setswana. Boshof liegt etwa 55 Kilometer nordöstlich von Kimberley.

## Geschichte
Die Stadt wurde 1856 auf dem Gelände der Farm Van Wyksvlei, die ehemals einem Griqua gehört hatte, gegründet und nach dem zweiten Präsidenten des Oranje-Freistaats, Jacobus Nicolaas Boshoff, benannt. 1872 erhielt der Ort Gemeindestatus. In Boshof wurden 1914 die Volkspele (wörtlich: „Volksspiele“) erfunden, ein traditionelles Tanzvergnügen der Buren.

## Wirtschaft und Verkehr
Haupteinnahmequelle ist die Landwirtschaft, insbesondere die Zucht von Schafen, Rindern und normalerweise wildlebenden Tieren.
Boshof liegt an der R64, die von Kimberley kommend nach Südosten führt. Sie erreicht in Boshof ihren nördlichsten Punkt.

## Persönlichkeiten
- Sol Plaatje (1876–1932), Journalist, Schriftsteller und Politiker, geboren in Boshof